# Matouke
Matouke est un village de la Région du Littoral au Cameroun, situé dans la commune de Mbanga.

## Population et développement
En 1967, la population de Matouke était de 77 habitants, essentiellement des Ewondo. Lors du recensement de 2005, elle était de 1400 habitants.